# Campeonato Colombiano de Futebol de 2020 – Primeira Divisão
A Primeira Divisão do Campeonato Colombiano de Futebol de 2020, também conhecida como Categoría Primera A (oficialmente como Liga BetPlay por conta do patrocínio), foi a 73ª temporada da Categoría Primera A, a principal divisão do futebol colombiano (a 91ª edição como primeira divisão). A liga que conta com a participação de 20 times foi organizada pela División Mayor del Fútbol Colombiano (DIMAYOR), entidade esportiva responsável em âmbito nacional pelo futebol colombiano profissional e ligada à Federação Colombiana de Futebol (FCF). A temporada começou no dia 25 de janeiro e terminou em 29 de dezembro de 2020. A competição foi interrompida entre 13 de março e 12 de setembro de 2020 por conta da pandemia de COVID-19 na Colômbia. Os torneios Apertura de 2020 e Finalización de 2020 foram substituídos por um único torneio após uma decisão vinda da assembleia extraordinária do DIMAYOR por conta do curto calendário motivado pela paralisação da Pandemia de COVID-19 na Colômbia.
O América de Cali entrou na temporada como campeão depois de faturar a Liga Aguila II de 2019 e conseguiu defender seu título ao derrotar o Santa Fe por 3–2 no agregado das finais, conquistando seu décimo quinto título da liga nacional.

## Regulamento

### Sistema de disputa
A Categoría Primera A (ou Liga BetPlay) contou com um total de 20 equipes. Originalmente seria disputada em sistema de Apertura e Clausura, ou seja, se dividiria em dois torneios independentes: o Apertura e o Finalización. Devido à Copa América e o Torneio Pré-Olímpico, que seriam realizados no país, o Apertura teria um formato diferente para que não houvesse conflitos de calendário.
No dia 25 de julho de 2020, a Assembleia Geral da DIMAYOR decidiu continuar jogando o Torneo Apertura como o único torneio a ser realizado na temporada, com a fase semifinal originalmente planejada para o Torneo Finalización. A atribuição de vagas de qualificação internacional também foi alterada, com a vaga da Copa Libertadores originalmente alocada aos vencedores da Finalización para os vice-campeões, e a quarta vaga da Copa Sul-americana para o vencedor de um play-off envolvendo a quarta melhor da tabela agregada equipe não qualificada para a Copa Libertadores e as 12 equipes que não conseguem se classificar para a fase semifinal.

### Sistema de qualificação para Libertadores e Sul-Americana
Em 9 de setembro de 2020, a DIMAYOR confirmou o formato a ser usado para o resto da temporada, com a etapa de round-robin única iniciada no Torneo Apertura sendo retomada e jogada conforme planejado e oito equipes avançando para fora da primeira etapa. A fase semifinal foi substituída por eliminatórias em duas mãos para decidir os campeões da liga, enquanto as 12 equipes que não conseguirem se classificar para a fase eliminatória serão classificadas em três grupos de quatro equipes, com os vencedores e os melhores classificados avançando para uma fase semifinal unilateral e os vencedores dessas semifinais se enfrentando em uma final unilateral, com seu vencedor jogando contra o time quarto melhor colocado da tabela agregada não qualificado para a Copa Libertadores de 2021 pela Colômbia 4 vaga para a Copa Sudamericana de 2021.
OBS: Caso um mesmo time se coroe campeão de ambos os torneios, o melhor time da tabela acumulada passa a se classificar para a fase de grupos da Libertadores, repassando a vaga da segunda fase preliminar para o 2º melhor, que por sua vez repassa a vaga da Sul-Americana para o melhor time que esteja fora da zona de qualificação para torneios continentais.

### Sistema de rebaixamento
É usada uma média que significa o número de pontos que um determinado time conseguiu dividido pelo número de jogos disputados. Consideram-se todas as partidas da Primera “A” nos anos de 2018, 2019 e 2020. Os dois times com as piores médias de pontos caem para a Primera B de 2021.

### Critérios de desempate
Nas fases de pontos corridos, em caso de empate em pontos entre duas ou mais equipes, utilizam-se os seguintes critérios de desempate:
1. Saldo de gols
2. Maior número de gols marcados
3. Maior número de gols marcados fora de casa
4. Menor número de gols sofridos como mandante
5. Sorteio
Já em fases de mata-mata, em caso de empate no placar agregado ambos as equipes disputam cobrança de pênaltis como desempate.

## Participantes
Além das 18 equipes que permaneceram na divisão, subiram da Primera B de 2019 as equipes do Deportivo Pereira - campeão do certame que voltou à primeira divisão depois de 8 anos - e o Boyacá Chicó, que conseguiu o acesso logo no primeiro ano que esteve na segundona. Ambas as equipes substituíram os rebaixados de 2019, Unión Magdalena e Atlético Huila.
| Equipe                 | Cidade          | Departamento       | Estádio (mando)                | Capacidade | Título (último)        |
| ---------------------- | --------------- | ------------------ | ------------------------------ | ---------- | ---------------------- |
| Águilas Doradas        | Rionegro        | Antioquia          | Alberto Grisales               | 14 000     | 0 (nenhum)             |
| Alianza Petrolera      | Barrancabermeja | Santander          | Daniel Villa Zapata            | 10 400     | 0 (nenhum)             |
| América                | Cali            | Valle del Cauca    | Pascual Guerrero               | 42 000     | 14 (último em 2019–II) |
| Atlético Bucaramanga   | Bucaramanga     | Santander          | Alfonso López                  | 25 000     | 0 (nenhum)             |
| Atlético Nacional      | Medellín        | Antioquia          | Atanasio Girardot              | 48 700     | 16 (último em 2017–I)  |
| Boyacá Chicó           | Tunja           | Boyacá             | La Independencia               | 20 630     | 1 (último em 2008-I)   |
| Cúcuta Deportivo       | Cúcuta          | Norte de Santander | General Santander              | 45 000     | 1 (em 2006–II)         |
| Deportes Tolima        | Ibagué          | Tolima             | Manuel Murillo Toro [a]        | 30 000     | 2 (último em 2018–I)   |
| Deportivo Cali         | Cali            | Valle del Cauca    | Deportivo Cali                 | 44 000     | 9 (último em 2015–I)   |
| Deportivo Pasto        | Pasto           | Nariño             | Municipal de Ipiales [b]       | 7 000      | 1 (em 2006–I)          |
| Deportivo Pereira      | Pereira         | Risaralda          | Hernán Ramírez Villegas        | 39 890     | 0 (nenhum)             |
| Envigado               | Envigado        | Antioquia          | Polideportivo Sur              | 14 000     | 0 (nenhum)             |
| Independiente Medellín | Medellín        | Antioquia          | Atanasio Girardot              | 48 700     | 6 (último em 2016–I)   |
| Jaguares               | Montería        | Córdoba            | Jaraguay                       | 12 000     | 0 (nenhum)             |
| Junior Barranquilla    | Barranquilla    | Atlántico          | Metropolitano Roberto Meléndez | 50 000     | 8 (último em 2018–II)  |
| La Equidad             | Bogotá          | Cundinamarca       | Metropolitano de Techo         | 10 000     | 0 (nenhum)             |
| Millonarios            | Bogotá          | Cundinamarca       | Nemesio Camacho El Campín      | 40 000     | 15 (último em 2017–II) |
| Once Caldas            | Manizales       | Caldas             | Palogrande                     | 43 600     | 4 (último em 2010–II)  |
| Patriotas              | Tunja           | Boyacá             | La Independencia               | 20 630     | 0 (nenhum)             |
| Santa Fe               | Bogotá          | Cundinamarca       | Nemesio Camacho El Campín      | 40 000     | 9 (último em 2016–II)  |

## Primeira fase

### Classificação
| Pos. | Equipes                | Pts | J  | V  | E  | D  | GP | GC | SG  | Classificação              |
| ---- | ---------------------- | --- | -- | -- | -- | -- | -- | -- | --- | -------------------------- |
| 1    | Santa Fe               | 40  | 20 | 11 | 7  | 2  | 34 | 17 | 17  | Quartas de final           |
| 2    | Deportes Tolima        | 37  | 20 | 10 | 7  | 3  | 30 | 16 | 14  | Quartas de final           |
| 3    | Atlético Nacional      | 35  | 20 | 10 | 5  | 5  | 39 | 31 | 8   | Quartas de final           |
| 4    | Deportivo Cali         | 34  | 20 | 8  | 10 | 2  | 32 | 23 | 9   | Quartas de final           |
| 5    | Deportivo Pasto        | 34  | 20 | 9  | 7  | 4  | 27 | 19 | 8   | Quartas de final           |
| 6    | Junior Barranquilla    | 33  | 20 | 8  | 9  | 3  | 27 | 17 | 10  | Quartas de final           |
| 7    | América de Cali        | 33  | 20 | 9  | 6  | 5  | 31 | 22 | 9   | Quartas de final           |
| 8    | La Equidad             | 32  | 20 | 9  | 5  | 6  | 30 | 23 | 7   | Quartas de final           |
| 9    | Águilas Doradas        | 31  | 20 | 8  | 7  | 5  | 27 | 21 | 6   | Quadrangulares da Liguilla |
| 10   | Millonarios            | 30  | 20 | 7  | 9  | 4  | 29 | 21 | 8   | Quadrangulares da Liguilla |
| 11   | Once Caldas            | 29  | 20 | 6  | 11 | 3  | 23 | 20 | 3   | Quadrangulares da Liguilla |
| 12   | Envigado               | 23  | 20 | 5  | 8  | 7  | 22 | 25 | −3  | Quadrangulares da Liguilla |
| 13   | Atlético Bucaramanga   | 21  | 20 | 5  | 6  | 9  | 16 | 26 | −10 | Quadrangulares da Liguilla |
| 14   | Independiente Medellín | 20  | 20 | 5  | 5  | 10 | 22 | 28 | −6  | Quadrangulares da Liguilla |
| 15   | Alianza Petrolera      | 19  | 20 | 5  | 4  | 11 | 22 | 35 | −13 | Quadrangulares da Liguilla |
| 16   | Deportivo Pereira      | 18  | 20 | 4  | 6  | 10 | 17 | 24 | −7  | Quadrangulares da Liguilla |
| 17   | Jaguares de Córdoba    | 17  | 20 | 3  | 8  | 9  | 21 | 30 | −9  | Quadrangulares da Liguilla |
| 18   | Patriotas Boyacá       | 17  | 20 | 3  | 8  | 9  | 10 | 21 | −11 | Quadrangulares da Liguilla |
| 19   | Boyacá Chicó           | 15  | 20 | 4  | 3  | 13 | 13 | 33 | −20 | Quadrangulares da Liguilla |
| 20   | Cúcuta Deportivo       | 14  | 20 | 3  | 5  | 12 | 18 | 38 | −20 | Quadrangulares da Liguilla |

Fonte: DIMAYOR (em castelhano), Soccerway (em português).
Regras de classificação: 1) Pontos; 2) Saldo de gols; 3) Maior número de gols marcados; 4) Maior número de gols marcados fora de casa; 5) Menor número de gols sofridos como mandante; 6) Sorteio.

### Resultados
| Mandante \ Visitante   | APE | AME | BUC | NAC | BOY | CUC | TOL | CAL | PAS | PER | ENV | DIM | JAG | JUN | EQU | MIL | ONC | PAT | RIO | SFE |
| ---------------------- | --- | --- | --- | --- | --- | --- | --- | --- | --- | --- | --- | --- | --- | --- | --- | --- | --- | --- | --- | --- |
| Alianza Petrolera      | —   | —   | 1–2 | 2–3 | —   | —   | 0–1 | —   | 0–1 | 1–0 | —   | 1–0 | —   | —   | 1–0 | —   | 1–1 | 0–0 | 0–1 | —   |
| América de Cali        | 3–1 | —   | 2–1 | —   | 1–0 | —   | —   | 1–1 | 3–2 | —   | —   | 2–0 | —   | —   | 1–2 | 0–2 | —   | 3–0 | 3–1 | —   |
| Atlético Bucaramanga   | —   | —   | —   | 1–2 | —   | 1–0 | 0–0 | 0–2 | —   | 1–0 | —   | —   | 2–2 | 1–1 | —   | —   | —   | 1–1 | 2–0 | 1–2 |
| Atlético Nacional      | —   | 2–2 | —   | —   | —   | 3–0 | 1–2 | 2–2 | 1–0 | 2–0 | 3–2 | 1–1 | 1–2 | 2–2 | —   | —   | —   | —   | —   | —   |
| Boyacá Chicó           | 2–2 | —   | 1–0 | 0–3 | —   | 0–2 | —   | —   | —   | 0–1 | —   | 1–0 | 1–0 | —   | —   | —   | 1–1 | 1–0 | 1–2 | —   |
| Cúcuta Deportivo       | 0–2 | 0–3 | 0–1 | —   | —   | —   | 0–3 | 3–3 | 0–0 | —   | 1–0 | —   | —   | 1–4 | —   | 1–1 | —   | —   | —   | 2–3 |
| Deportes Tolima        | 3–1 | 1–0 | —   | —   | 2–0 | —   | —   | —   | —   | —   | 3–0 | 2–2 | —   | 0–0 | 1–2 | 2–2 | 2–3 | 1–0 | —   | —   |
| Deportivo Cali         | 2–0 | 2–1 | —   | —   | 3–1 | —   | 1–2 | —   | —   | 2–2 | 3–0 | —   | —   | 0–0 | 1–0 | 1–1 | —   | —   | —   | 3–2 |
| Deportivo Pasto        | —   | —   | 4–0 | —   | 2–1 | —   | 1–3 | 1–1 | —   | —   | 1–0 | 2–1 | 2–0 | —   | 1–2 | —   | 2–1 | —   | —   | 1–1 |
| Deportivo Pereira      | —   | 0–1 | —   | —   | —   | 2–0 | 0–0 | —   | 1–1 | —   | 1–1 | —   | 1–0 | 0–2 | —   | 0–2 | 1–3 | —   | —   | 1–2 |
| Envigado               | 3–3 | 1–1 | 4–0 | —   | 1–0 | —   | —   | —   | —   | —   | —   | 2–1 | —   | 1–0 | 1–1 | 1–2 | 0–1 | —   | 2–2 | —   |
| Independiente Medellín | —   | —   | 1–0 | 1–3 | —   | 4–1 | —   | 2–3 | —   | 1–1 | —   | —   | 1–1 | —   | —   | 1–0 | 1–1 | 3–1 | 2–1 | —   |
| Jaguares de Córdoba    | 1–3 | 2–2 | —   | —   | —   | 0–3 | 1–1 | 0–0 | —   | —   | 0–0 | —   | —   | 2–2 | 2–0 | 4–1 | —   | —   | —   | 1–1 |
| Junior Barranquilla    | 2–1 | 1–1 | —   | —   | 3–0 | —   | —   | —   | 0–1 | —   | —   | 1–0 | 3–2 | —   | 2–0 | 1–1 | 0–0 | —   | 2–1 | —   |
| La Equidad             | —   | —   | 2–1 | 3–4 | 4–0 | 4–1 | —   | —   | 1–1 | 3–3 | —   | 1–0 | —   | —   | —   | —   | 2–0 | 1–0 | 0–0 | —   |
| Millonarios            | 6–1 | —   | 0–0 | 3–0 | 2–1 | —   | —   | —   | 1–2 | —   | —   | —   | —   | —   | 2–2 | —   | 1–3 | 1–0 | 0–0 | 0–0 |
| Once Caldas            | —   | 1–1 | 1–1 | 2–0 | —   | 1–1 | —   | 1–1 | —   | 0–3 | —   | —   | 2–1 | —   | —   | —   | —   | 0–0 | 1–1 | 0–0 |
| Patriotas Boyacá       | —   | —   | —   | 2–1 | 1–1 | 1–1 | —   | 0–0 | 1–1 | 1–0 | 0–1 | —   | 2–0 | 0–0 | —   | —   | —   | —   | —   | 0–2 |
| Águilas Doradas        | —   | —   | —   | 2–3 | —   | 2–1 | 1–1 | 4–1 | 1–1 | 1–0 | 1–1 | —   | 2–0 | —   | —   | —   | —   | 3–0 | —   | 1–0 |
| Santa Fe               | 4–1 | 2–0 | —   | 2–2 | 3–1 | —   | 1–0 | —   | —   | —   | 1–1 | 3–0 | —   | 3–1 | 1–0 | 1–1 | —   | —   | —   | —   |

## Fase final

### Tabelão até a final
|  | Quartas de final | Quartas de final    | Quartas de final    | Quartas de final | Quartas de final |   |   | Semifinais      | Semifinais | Semifinais | Semifinais | Semifinais |  |  | Final           | Final | Final | Final | Final |  |
|  |                  |                     |                     |                  |                  |   |   |                 |            |            |            |            |  |  |                 |       |       |       |       |  |
|  | 7                | América de Cali     | 1                   | 3                | 4                |   |   |                 |            |            |            |            |  |  |                 |       |       |       |       |  |
|  | 3                | Atlético Nacional   | 2                   | 0                | 2                |   |   |                 |            |            |            |            |  |  |                 |       |       |       |       |  |
|  | 3                | Atlético Nacional   | 2                   | 0                | 2                |   |   | América de Cali | 0          | 2          | 2          |            |  |  |                 |       |       |       |       |  |
|  |                  |                     |                     |                  |                  |   |   | América de Cali | 0          | 2          | 2          |            |  |  |                 |       |       |       |       |  |
|  |                  |                     | Junior Barranquilla | 0                | 1                | 1 |   |                 |            |            |            |            |  |  |                 |       |       |       |       |  |
|  | 6                | Junior Barranquilla | Junior Barranquilla | 0                | 1                | 1 | 1 | 1               | 2          |            |            |            |  |  |                 |       |       |       |       |  |
|  | 6                | Junior Barranquilla |                     |                  |                  |   | 1 | 1               | 2          |            |            |            |  |  |                 |       |       |       |       |  |
|  | 2                | Deportes Tolima     | 0                   | 0                | 0                |   |   |                 |            |            |            |            |  |  |                 |       |       |       |       |  |
|  | 2                | Deportes Tolima     | 0                   | 0                | 0                |   |   |                 |            |            |            |            |  |  | América de Cali | 3     | 0     | 3     |       |  |
|  |                  |                     |                     |                  |                  |   |   |                 |            |            |            |            |  |  | América de Cali | 3     | 0     | 3     |       |  |
|  |                  |                     | Santa Fe            | 0                | 2                | 2 |   |                 |            |            |            |            |  |  |                 |       |       |       |       |  |
|  | 8                | La Equidad          | Santa Fe            | 0                | 2                | 2 | 1 | 1               | 2          |            |            |            |  |  |                 |       |       |       |       |  |
|  | 8                | La Equidad          |                     |                  |                  |   | 1 | 1               | 2          |            |            |            |  |  |                 |       |       |       |       |  |
|  | 4                | Deportivo Cali      | 1                   | 0                | 1                |   |   |                 |            |            |            |            |  |  |                 |       |       |       |       |  |
|  | 4                | Deportivo Cali      | 1                   | 0                | 1                |   |   | La Equidad      | 1          | 1          | 2          |            |  |  |                 |       |       |       |       |  |
|  |                  |                     |                     |                  |                  |   |   | La Equidad      | 1          | 1          | 2          |            |  |  |                 |       |       |       |       |  |
|  |                  |                     | Santa Fe            | 1                | 2                | 3 |   |                 |            |            |            |            |  |  |                 |       |       |       |       |  |
|  | 5                | Deportivo Pasto     | Santa Fe            | 1                | 2                | 3 | 1 | 0               | 1          |            |            |            |  |  |                 |       |       |       |       |  |
|  | 5                | Deportivo Pasto     |                     |                  |                  |   | 1 | 0               | 1          |            |            |            |  |  |                 |       |       |       |       |  |
|  | 1                | Santa Fe            | 0                   | 2                | 2                |   |   |                 |            |            |            |            |  |  |                 |       |       |       |       |  |

### Quartas de final
Os 8 clubes classificados para as quartas de final foram divididos em 4 chaves (A, B, C e D). Os confrontos das chaves foram disputadas em jogos de ida e volta, e os vencedores avançaram para a Semifinal da Liga BetPlay DIMAYOR 2020. O mando de campo do jogo de volta foi do clube com o maior número de pontos obtidos na fase anterior (fase de pontos corridos). Em caso de empate no placar agregado das duas partidas, o desempate se deu na disputa por pênaltis Os jogos de ida foram disputados em 21 e 22 de novembro de 2020. E as partidas de volta aconteceram em 28 e 29 de novembro de 2020.
| Chave | Equipe 1            | Total | Equipe 2          | Jogo 1 | Jogo 2 |
| ----- | ------------------- | ----- | ----------------- | ------ | ------ |
| A     | Deportivo Pasto     | 1–2   | Santa Fe          | 1–0    | 0–2    |
| B     | Junior Barranquilla | 2–0   | Deportes Tolima   | 1–0    | 1–0    |
| C     | América de Cali     | 4–2   | Atlético Nacional | 1–2    | 3–0    |
| D     | La Equidad          | 2–1   | Deportivo Cali    | 1–1    | 1–0    |

#### Chave A
| 22 de novembro de 2020 | Deportivo Pasto | 1 – 0     | Santa Fe | Pasto                                                    |  |
| 20:10                  | - Medina 16'    | Relatório |          | Estádio: Departamental Libertad Árbitro: John Hinestroza |  |

| 29 de novembro de 2020 | Santa Fe             | 2 – 0 (2–1 agr.) | Deportivo Pasto | Bogotá                                                        |  |
| 17:30                  | - Velásquez 12', 34' | Relatório        |                 | Estádio: Nemesio Camacho (El Campin) Árbitro: Carlos Betancur |  |

#### Chave B
| 22 de novembro de 2020 | Junior Barranquilla | 1 – 0     | Deportes Tolima | Barranquilla                                                     |  |
| 18:05                  | - Borja 24'         | Relatório |                 | Estádio: Metropolitano Roberto Meléndez Árbitro: Carlos Betancur |  |

| 29 de novembro de 2020 | Deportes Tolima | 0 – 1 (0–2 agr.) | Junior Barranquilla | Bogotá                                                 |  |
| 20:00                  |                 | Relatório        | - Borja 89'         | Estádio: Metropolitano de Techo Árbitro: Wilmar Roldán |  |

#### Chave C
| 21 de novembro de 2020 | América de Cali    | 1 – 2     | Atlético Nacional         | Cáli                                             |  |
| 20:00                  | - Ramos 38' (pen.) | Relatório | - Duque 45+3' (pen.), 87' | Estádio: Pascual Guerrero Árbitro: Edilson Ariza |  |

| 28 de novembro de 2020 | Atlético Nacional | 0 – 3 (2–4 agr.) | América de Cali                       | Medellín                                             |  |
| 20:00                  |                   |                  | - Vergara 11' - Ramos 20', 62' (pen.) | Estádio: Atanasio Girardot Árbitro: Alexander Ospina |  |

#### Chave D
| 21 de novembro de 2020 | La Equidad   | 1 – 1     | Deportivo Cali | Bogotá                                                 |  |
| 17:30                  | - Castro 89' | Relatório | - Vásquez 2'   | Estádio: Metropolitano de Techo Árbitro: Wilmar Roldán |  |

| 28 de novembro de 2020 | Deportivo Cali | 0 – 1 (1–2 agr.) | La Equidad | Palmira                                        |  |
| 17:30                  |                | Relatório        | - Mier 64' | Estádio: Deportivo Cali Árbitro: Mario Herrera |  |

### Semifinais
Os 4 clubes classificados para as semifinais foram divididos em 2 chaves (1 e 2). Os confrontos das chaves foram disputadas em jogos de ida e volta, e os vencedores avançaram para a Final da Liga BetPlay DIMAYOR 2020. O mando de campo do jogo de volta foi do clube com o maior número de pontos obtidos nas duas fases anteriores (pontos corridos + quartas de final). Em caso de empate no placar agregado das duas partidas, o desempate se daria na disputa por pênaltis. Os jogos de ida estão programadas para os dias 5 e 6 de dezembro de 2020.
| Chave | Equipe 1        | Total | Equipe 2            | Jogo 1 | Jogo 2 |
| ----- | --------------- | ----- | ------------------- | ------ | ------ |
| S1    | La Equidad      | 2–3   | Santa Fe            | 1–1    | 1–2    |
| S2    | América de Cali | 2–1   | Junior Barranquilla | 0–0    | 2–1    |

#### Semifinal 1
| 5 de dezembro de 2020 | La Equidad   | 1 – 1     | Santa Fe       | Bogotá                                                     |  |
| 20:00                 | - Sabbag 89' | Relatório | - Velásquez 3' | Estádio: Metropolitano de Techo Árbitro: Bismarks Santiago |  |

| 12 de dezembro de 2020 | Santa Fe                 | 2 – 1 (3–2 agr.) | La Equidad    | Bogotá                                                      |  |
| 19:30                  | - Ramos 25' - Cucchi 86' | Relatório        | - Salazar 68' | Estádio: Nemesio Camacho (El Campín) Árbitro: Wilmar Roldán |  |

#### Semifinal 2
| 6 de dezembro de 2020 | América de Cali | 0 – 0     | Junior Barranquilla | Cáli                                             |  |
| 20:00                 |                 | Relatório |                     | Estádio: Pascual Guerrero Árbitro: Carlos Ortega |  |

| 13 de dezembro de 2020 | Junior Barranquilla | 1 – 2 (1–2 agr.) | América de Cali                  | Barranquilla                                                  |  |
| 20:00                  | - Borja 71'         | Relatório        | - Sánchez 31' - Ramos 40' (pen.) | Estádio: Metropolitano Roberto Meléndez Árbitro: Andrés Rojas |  |

### Final
Os 2 clubes classificados da semifinais disputaram a final da Liga BetPlay DIMAYOR 2020, definindo o título de campeão e vice-campeão do torneio. A decisão foi disputada em jogos de ida e volta e o vencedor foi declarado campeão da Liga BetPlay DIMAYOR 2020. O mando de campo do jogo de volta foi do clube com o maior número de pontos obtidos nas três fases anteriores (pontos corridos + quartas de final + semifinal). Em caso de empate no placar agregado das duas partidas, o desempate se daria na disputa por pênaltis.
| Chave | Equipe 1        | Total | Equipe 2 | Jogo 1 | Jogo 2 |
| ----- | --------------- | ----- | -------- | ------ | ------ |
| 1     | América de Cali | 3–2   | Santa Fe | 3–0    | 0–2    |

| 20 de dezembro de 2020 | América de Cali                                             | 3 – 0     | Santa Fe | Cáli                                             |  |
| 18:00                  | Yesus Cabrera 24' · Duván Vergara 62' · Santiago Moreno 78' | Relatório |          | Estádio: Pascual Guerrero Árbitro: Carlos Ortega |  |

| 27 de dezembro de 2020 | Santa Fe                                      | 2 – 0 (2–3 agr.) | América de Cali | Bogotá                                                      |  |
| 18:00                  | - Jeison Palacios 40' - Fabián Sambueza 45+3' | Relatório        |                 | Estádio: Nemesio Camacho (El Campín) Árbitro: Wilmar Roldán |  |

América de Cali venceu por 3–2 no placar agregado.

## Liguilla

### Quadrangulares daLiguilla
As 12 equipes que não conseguiram se classificar para o "mata-mata" principal da competição foram divididas em três grupos de quatro times cada. Os jogos foram disputados em turno único dentro de cada grupo. Ao final, os líderes de cada grupo e o melhor segundo colocado avançaram para as semifinais.
Os confrontos da fase de grupos da Liguilla foram divulgados pela DIMAYOR em 23 de novembro de 2020. Devido à falência do Cúcuta Deportivo, último colocado na primeira fase do torneio, a DIMAYOR decidiu excluí-lo da competição e a Liguilla passou a ser disputada por 11 equipes, sendo um dos grupos composto por apenas três equipes.

#### Grupo A
| Pos | Equipe                 | Pts | J | V | E | D | GP | GC | SG | Classificação          |     | PER | RIO | DIM | ENV |
| --- | ---------------------- | --- | - | - | - | - | -- | -- | -- | ---------------------- | --- | --- | --- | --- | --- |
| 1   | Deportivo Pereira      | 7   | 3 | 2 | 1 | 0 | 5  | 3  | +2 | Semifinais da Liguilla |     | —   | 2–2 | —   | —   |
| 2   | Águilas Doradas        | 5   | 3 | 1 | 2 | 0 | 5  | 4  | +1 |                        |     | —   | —   | 2–1 | 1–1 |
| 3   | Independiente Medellín | 3   | 3 | 1 | 0 | 2 | 5  | 4  | +1 |                        | 1–2 | —   | —   | —   |     |
| 4   | Envigado               | 1   | 3 | 0 | 1 | 2 | 1  | 5  | −4 |                        | 0–1 | —   | 0–3 | —   |     |

#### Grupo B
| Pos | Equipe           | Pts | J | V | E | D | GP | GC | SG | Classificação          |     | MIL | ONC | PAT | BOY |
| --- | ---------------- | --- | - | - | - | - | -- | -- | -- | ---------------------- | --- | --- | --- | --- | --- |
| 1   | Millonarios      | 9   | 3 | 3 | 0 | 0 | 10 | 4  | +6 | Semifinais da Liguilla |     | —   | 5–2 | —   | 2–0 |
| 2   | Once Caldas      | 6   | 3 | 2 | 0 | 1 | 5  | 5  | 0  |                        |     | —   | —   | 2–0 | 1–0 |
| 3   | Patriotas Boyacá | 3   | 3 | 1 | 0 | 2 | 5  | 6  | −1 |                        | 2–3 | —   | —   | —   |     |
| 4   | Boyacá Chicó     | 0   | 3 | 0 | 0 | 3 | 1  | 6  | −5 |                        | —   | —   | 1–3 | —   |     |

#### Grupo C
| Pos | Equipe               | Pts | J | V | E | D | GP | GC | SG | Classificação          |   | BUC | JAG | APE |
| --- | -------------------- | --- | - | - | - | - | -- | -- | -- | ---------------------- | - | --- | --- | --- |
| 1   | Atlético Bucaramanga | 4   | 2 | 1 | 1 | 0 | 3  | 2  | +1 | Semifinais da Liguilla |   | —   | —   | 3–2 |
| 2   | Jaguares             | 2   | 2 | 0 | 2 | 0 | 2  | 2  | 0  |                        |   | 0–0 | —   | —   |
| 3   | Alianza Petrolera    | 1   | 2 | 0 | 1 | 1 | 4  | 5  | −1 |                        | — | 2–2 | —   |     |

#### Melhor segundo colocado
| Pos | Grp | Equipe          | Pts | J | V | E | D | GP | GC | SG | Resultado              |
| --- | --- | --------------- | --- | - | - | - | - | -- | -- | -- | ---------------------- |
| 1   | B   | Once Caldas     | 6   | 3 | 2 | 0 | 1 | 5  | 5  | 0  | Semifinais da Liguilla |
| 2   | A   | Águilas Doradas | 5   | 3 | 1 | 2 | 0 | 5  | 4  | +1 |                        |
| 3   | C   | Jaguares        | 2   | 2 | 0 | 2 | 0 | 4  | 5  | −1 |                        |

#### Resultados
As partidas da fase de grupos da Liguilla foram disputadas de 26 de novembro até 9 de dezembro de 2020. Quanto ao horário dos jogos, todos eles obedeceram ao fuso horário da Colômbia (UTC−5).
| 26 de novembro de 2020 | Águilas Doradas | 1 – 1     | Envigado  | Rionegro                                        |  |
| 18:00                  | Obrian 30'      | Relatório | Durán 78' | Estádio: Alberto Grisales Árbitro: Jorge Guzmán |  |

| 26 de novembro de 2020 | Atlético Bucaramanga                         | 3 – 2     | Alianza Petrolera      | Bucaramanga                                    |  |
| 20:00                  | Caballero 1' · Herazo 45' (pen.) · Pérez 67' | Relatório | Ivey 19' · Cuadros 57' | Estádio: Alfonso López Árbitro: Keiner Jiménez |  |

| 27 de novembro de 2020 | Independiente Medellín | 1 – 2     | Deportivo Pereira              | Medellín                                       |  |
| 18:00                  | Garcés 82'             | Relatório | Navarro 12' · De La Rosa 45+1' | Estádio: Atanasio Girardot Árbitro: José Ortiz |  |

| 27 de novembro de 2020 | Millonarios                                               | 5 – 2     | Once Caldas           | Bogotá                                                        |  |
| 20:00                  | Rodríguez 15' · Márquez 17', 39' · Arango 51' · Silva 79' | Relatório | Lemos 64' · Bueno 89' | Estádio: Nemesio Camacho (El Campín) Árbitro: Ferney Trujillo |  |

| 30 de novembro de 2020 | Boyacá Chicó | 1 – 3     | Patriotas Boyacá                        | Tunja                                              |  |
| 16:00                  | Lozano 65'   | Relatório | Carrero 62' · Vanegas 69', 90+3' (pen.) | Estádio: La Independencia Árbitro: Never Manjarrés |  |

| 1 de dezembro de 2020 | Deportivo Pereira           | 2 – 2     | Águilas Doradas                 | Pereira                                                 |  |
| 19:40                 | De La Rosa 35' · Lopera 55' | Relatório | Rentería 6' · Obrian 43' (pen.) | Estádio: Hernán Ramírez Villegas Árbitro: Heider Castro |  |

| 2 de dezembro de 2020 | Envigado | 0 – 3     | Independiente Medellín       | Envigado                                            |  |
| 20:00                 |          | Relatório | Noreña 12' · Castro 14', 41' | Estádio: Polideportivo Sur Árbitro: Nolberto Ararat |  |

| 3 de dezembro de 2020 | Jaguares de Córdoba | 0 – 0     | Atlético Bucaramanga | Montería                                   |  |
| 20:00                 |                     | Relatório |                      | Estádio: Jaraguay Árbitro: Diego Escalante |  |

| 4 de dezembro de 2020 | Patriotas Boyacá           | 2 – 3     | Millonarios                          | Tunja                                             |  |
| 19:40                 | Mantilla 42' · Bonilla 76' | Relatório | Márquez 20' · Arango 71' · Román 86' | Estádio: La Independencia Árbitro: Jonathan Ortiz |  |

| 5 de dezembro de 2020 | Once Caldas | 1 – 0     | Boyacá Chicó | Manizales                                  |  |
| 15:00                 | Moreno 23'  | Relatório |              | Estádio: Palogrande Árbitro: Mario Herrera |  |

| 9 de dezembro de 2020 | Envigado | 0 – 1     | Deportivo Pereira | Envigado                                            |  |
| 19:40                 |          | Relatório | Navarro 70'       | Estádio: Polideportivo Sur Árbitro: Wander Mosquera |  |

| 9 de dezembro de 2020 | Águilas Doradas          | 2 – 1     | Independiente Medellín | Rionegro                                         |  |
| 19:40                 | Angulo 36' · Marrugo 56' | Relatório | Garcés 90+2'           | Estádio: Alberto Grisales Árbitro: Carlos Ortega |  |

| 9 de dezembro de 2020 | Once Caldas               | 2 – 0     | Patriotas Boyacá | Manizales                                      |  |
| 19:40                 | Moreno 22' · Carreazo 84' | Relatório |                  | Estádio: Palogrande Árbitro: Lisandro Castillo |  |

| 9 de dezembro de 2020 | Millonarios                        | 2 – 0     | Boyacá Chicó | Bogotá                                                       |  |
| 19:40                 | Banguero 45+1' · Arango 56' (pen.) | Relatório |              | Estádio: Nemesio Camacho (El Campín) Árbitro: Mauricio Pérez |  |

| 9 de dezembro de 2020 | Alianza Petrolera         | 2 – 2     | Jaguares de Córdoba  | Barrancabermeja                                       |  |
| 19:40                 | Alzate 2' · Sarmiento 26' | Relatório | Díaz 20' · Bueno 53' | Estádio: Daniel Villa Zapata Árbitro: Ferney Trujillo |  |

### Semifinal daLiguilla
Os clubes classificados dos quadrangulares disputaram a fase semifinal em jogos únicos, e os vencedores avançaram para a final da Liguilla. O mando de campo foi do clube com o maior número de pontos obtidos nas duas fases anteriores (primeira fase + quadrangulares). Em caso de empate no placar ao final do tempo regulamentar, o desempate se deu na disputa por pênaltis.
| 16 de dezembro de 2020                         | Deportivo Pereira | 1 – 1 (3–2 pen.)                             | Atlético Bucaramanga | Pereira                                                   |  |
| 19:40                                          | Navarro 33'       | Relatório                                    | Herazo 19'           | Estádio: Hernán Ramírez Villegas Árbitro: Diego Escalante |  |
|                                                |                   | Penalidades                                  |                      |                                                           |  |
| Álvarez Navarro Lopera Cano De La Rosa Córdoba |                   | Herazo Torres Gutiérrez Manzano Pérez Makuka |                      |                                                           |  |

#### Semifinal 2
| 17 de dezembro de 2020                                  | Millonarios | 0 – 0 (7–6 pen.)                                    | Once Caldas | Bogotá                                                      |  |
| 19:40                                                   |             | Relatório                                           |             | Estádio: Nemesio Camacho (El Campín) Árbitro: Edilson Ariza |  |
|                                                         |             | Penalidades                                         |             |                                                             |  |
| Silva Vargas Perlaza Abadía De Los Santos Montoya Román |             | Moreno Lemos Hernández García Correa Mosquera Gómez |             |                                                             |  |

### Final daLiguilla
Os 2 clubes classificados da semifinal disputaram a final da Liguilla BetPlay DIMAYOR 2020. A disputa ocorreu em jogo único e o mando de campo foi do clube com o maior número de pontos obtidos nas três fases anteriores (primeira fase + quadrangulares + semifinal). Em caso de empate no placar ao final dos 90 minutos, o desempate se daria na disputa por pênaltis.
| 22 de dezembro de 2020 | Millonarios               | 1 – 0     | Deportivo Pereira | Bogotá                                                      |  |
| 20:00                  | - Juan Camilo Salazar 32' | Relatório |                   | Estádio: Nemesio Camacho (El Campin) Árbitro: Mario Herrera |  |

## Repescagem
A repescagem da Liguilla BetPlay DIMAYOR de 2020 foi disputada em partida única entre o Millonarios, clube vencedor da Liguilla, e o Deportivo Cali, clube posicionado na oitava colocação na classificação geral (primeira fase, quartas de final, semifinais e final). O Deportivo Cali, como vencedor da repescagem, representará a Colômbia na quarta vaga do país na Copa Sul-Americana de 2021. Por conta do empate no placar ao final do tempo normal, o desempate se deu na disputa por pênaltis.
| 29 de dezembro de 2020                                                 | Deportivo Cali           | 1 – 1 (4–3 pen.)                                                             | Millonarios               | Palmira                                           |  |
| 18:30                                                                  | - Agustín Palavecino 63' | Relatório                                                                    | - Juan Camilo Salazar 37' | Estádio: Deportivo Cali Árbitro: Alexander Ospina |  |
|                                                                        |                          | Penalidades                                                                  |                           |                                                   |  |
| - Jhon Vásquez - Jhojan Valencia - Darwin Andrade - Agustín Palavecino |                          | - Eliser Quiñones - Edgar Guerra - Andrés Román - Diego Godoy - Diego Abadía |                           |                                                   |  |

## Estatísticas

### Artilharia
| 0Gols0 | Jogador            | Equipe               |
| ------ | ------------------ | -------------------- |
| 14     | Miguel Borja       | Junior Barranquilla  |
| 13     | Jáder Obrian       | Águilas Doradas      |
| 10     | Matías Mier        | La Equidad           |
| 10     | Cristian Arango    | Millonarios          |
| 9      | Jefferson Duque    | Atlético Nacional    |
| 9      | Adrián Ramos       | América de Cali      |
| 9      | Agustín Palavecino | Deportivo Cali       |
| 9      | Diego Herazo       | Atlético Bucaramanga |
| 7      | Ayron del Valle    | Millonarios          |
| 7      | Jorge Luis Ramos   | Santa Fe             |
| 7      | Andrés Andrade     | Atlético Nacional    |
| 7      | Pablo Sabbag       | La Equidad           |

Fonte: Winsports (em castelhano), Soccerway (em português)

## Premiação
| Campeonato Colombiano de Futebol de 2020 Primeira Divisão |
| Liga BetPlay DIMAYOR                                      |
| --------------------------------------------------------- |
| América de Cali Campeão (15º título)                      |